# Mikael Antonsson
 Der er for få eller ingen kildehenvisninger i denne artikel, hvilket er et problem. Du kan hjælpe ved at angive troværdige kilder til de påstande, som fremføres i artiklen.

Mikael Antonsson (født 31. maj 1981 i Sillhövda) er en tidligere svensk fodboldspiller, der i dag er tilknyttet den danske superliga klub F.C. København som 'Football Operations Manager'. Som aktiv spiller i F.C. København  opnåede Mikael Antonsson 194 kampe i alle turneringer. 
Antonsson har tidligere bl.a. spillet for Bologna FC 1909, Panathinaikos FC, Austria Wien og IFK Göteborg.

## Karriere
Han startede sin karriere i den lokale klub AIK Sillhövda, og efter 2 år som senior skiftede han til den svenske storklub IFK Göteborg, hvor han spillede indtil 2004, hvor han skrev kontrakt med Austria Wien. I januar 2006 skiftede Antonsson til den græske klub Panathinaikos FC på en to-årig kontrakt. Et halvt år før kontraktudløb skiftede han til FC København i sommeren 2007. Kontrakten med FC København udløb i sommeren 2011, hvorefter Antonsson skrev kontrakt med Bologna FC 1909. Ved udløbet af kontrakten i Bolagna indgik Antonsson i juli 2014 atter kontrakt med FC København.
Hans favoritposition er i det centrale forsvar, men han kan også spille højreback. Han er en hovedstødsstærk spiller.

### FC København
Mikael Antonsson debuterede i juli 2007 for FC København og spillede en del kampe for klubben i efterårssæsosen 2007. Antonsson var dog plaget af skader en stor del af forårssæsonen 2008, og hjerteproblemer holdt ham ude i store dele af efterårssæsonen 2008. Han blev dog meldt klar i oktober 2008, og han opnåede efterfølgende flere kampe for FC København, hvor han blev stamspiller og opnåede 86 ligakampe. Herefter skiftede han til Bologna i den italienske Serie A.
Efter kontraktudløb i Bologna vendte Antonsson i juli 2014 tilbage til FCK, hvor han igen blev tildelt trøjenummer 15, som han havde spillet med under sit første ophold i klubben.
I slutningen af den aktive spillerkarriere blev Antonsson tilknyttet som assistenttræner i FCK. I sommeren 2018 efter afslutningen af spillerkarrieren skiftede han fra jobbet som assistenttræner til en rolle som Football Operations Manager. 